# Samodzielny Morski Batalion Brzegowy
Samodzielny Morski Batalion Brzegowy (ros. Отдельный Морской береговой батальон) – oddział wojskowy Armii Dońskiej podczas wojny domowej w Rosji.
Batalion został utworzony na początku 1919 r. w Taganrogu w składzie Armii Dońskiej. Nazywano go też Brzegowym Batalionem Floty lub Samodzielnym Batalionem Morskim. Podlegał bezpośrednio głównemu dowódcy portów Armii Dońskiej. Jego zadaniem było wyszkolenie specjalistów dla sił morskich i rzecznych. Składał się z czterech sotni: jednej lądowej i trzech morskich. Po utworzeniu Rzecznych Sił Południa Rosji na bazie Samodzielnego Morskiego Batalionu Brzegowego zostały sformowane Samodzielny Morski Batalion Wołżański i Samodzielny Morski Batalion Dnieprowski.